# 斉藤月乃

斉藤 月乃（さいとう つきの）は、ソフト・オン・デマンド（SOD）のAV女優。

## 略歴
2023年にソフト・オン・デマンド（SOD）の総務部に配属された派遣社員という設定で、同年10月12日にSOD女子社員シリーズの『SOD女子社員 お嬢様大学出身で超・超・超ウブだけどAVには興味津々！はにかみ笑顔が可愛すぎる総務部・ハケンの斉藤さんAV出演！』にてAVデビュー。

## 作品

### アダルトDVD
- SOD女子社員 お嬢様大学出身で超・超・超ウブだけどAVには興味津々！はにかみ笑顔が可愛すぎる総務部・ハケンの斉藤さんAV出演！ 斉藤月乃
- SOD女子社員「あれ、なんで服着てるの？」本日は社員総出で全裸業務の日 チ×コとマ×コ丸出しオフィスで5名の新米社員がHな特別業務に挑戦！
- SOD女子社員 グレイトフル忘年会2023 15名によるハーレム！時間停止！菊門舐め！唾たらし！等々10種のおもてなしと世界の中心超乱交！でザ～汁全発射の玉袋キュッと金玉スッカラピン！今年の嫌な事とスペルマは来年に持ち越させませんぞ！スッペシャァル♪ それでは皆様、…

- 神イレヴン後夜祭SEX11 羞恥無礼講モードだ！SOD女子社員 恥じらいを超えて最ッ高の「どぴゅっ」をユーザー様へ 恋模様！夜●い！ハーレム逆3P！NTR＆上書きファック！汗かき！口説いて！黒パンスト堪能！ワギナ接写！菊質問！and more！ グレイトフル忘年会2023延長戦線40…
- SOD女子社員 ハダカになるより恥ずかしい！脱ぎキャンBOX野球拳 10試合速報Vol.1 570分2枚組
- SOD女子社員 仕事の合間に声ガマンオナニー 日常とイキ顔見比べ23名 隠しカメラ6ヶ月撮り溜め社内本気イキ報告
- SOD女子社員7名アナル舐めマッサージ福利厚生SEX 8時間のデスクワークを終え、恥ずかしく蒸れた尻穴を舌でほじくられる執拗な腸活マッサージで肛門→クリ化 社内声ガマンち○ぽ挿入！

- SOD女子社員（*´ε‘*）チュッチュ接吻（キッス）忘年会2024 550分11名 超乱交！おもてなし8コーナー＆個別SEX接待 お口も全身もペニ棒も！無礼講くちづけ失礼致します！上下のお口で1年の感謝を伝えさせて下さい！
- ドクハラ健康診断 全身エロ感度特化500分 SOD女子社員10名 すこやかな毎日の為、年に一度の羞恥女体じっくり観察でエロヘルスチェック